# Männer des Westens
Männer des Westens – Any kind of Land (teils nur Männer des Westens geschrieben) ist ein Song des österreichischen Sängers Falco. Er erschien auf seinem dritten Studioalbum Falco 3, das 1985 auf den Markt gekommen war, und wurde posthum als T. Börger Version im Februar 2007 als Single ausgekoppelt.

## Veröffentlichung
Die Teldec Schallplatten GmbH veröffentlichte den Song im September 1985 auf dem Album Falco 3. Die Albumversion ist als Wilde Bube Version untertitelt. Der Song wurde als B-Seite der im Dezember 1985 veröffentlichten 7-Zoll-Single Jeanny veröffentlicht. Zwei Mixes wurden 1985 als 7-Zoll-Single und 12-Zoll-Single herausgebracht.
Für das Best-Of-Falco-Album Hoch wie nie wurde der Song von Torsten Börger remixt und im Februar 2007 als Single ausgekoppelt.

## Text und Musik
Die Musik stammt von Rob & Ferdi Bolland, der Text von Falco. Produzenten waren Rob & Ferdi Bolland.
Der Text kann als Hommage an die Vereinigten Staaten und als Mahnung vor Kulturimperialismus verstanden werden. Die historische Wurzeln des die Geschichte prägenden Einflusses Amerikas verortet der Text im Abendland, die Situation aber werde immer seltsamer.
Namentlich erwähnt werden einige bedeutende US-Amerikaner (sowie ein – fiktiver – Brite): Rockefeller, Kennedy (wahrscheinlich ist John F. Kennedy gemeint), James Bond, Muhammad Ali, Frank Sinatra, Andy Warhol, Oppenheimer (gemeint ist sicher Robert Oppenheimer), John Wayne und Bob Beamon. Zudem werden mit Classic Coke (Coca-Cola), Mac Ronald’s (McDonald’s) die Kultur in der westlichen Welt prägende Marken sowie mit Beverly Cops (Beverly Hills Cop) eine populäre Filmserie und mit Jumpin‘ Jack Flash (Jumpin’ Jack Flash) ein stilbildendes Album aufgeführt.

## Covergestaltung
Das Cover der im Jahr 2007 ausgekoppelten Single zeigt Falco, im Comic-Stil gezeichnet, die Freiheitsstatue sowie die New-Yorker-Skyline.

## Versionen
- Die 3:51 min lange Albumversion ist als Wilde Bube Version untertitelt.
- Im Erscheinungsjahr des Albums wurden zwei Versionen veröffentlicht: Die Extended Version (5:23) und die Single Edit (3:00).
- Eine dritte Version – die T. Börger Version (3:25) – erschien im Jahr 2007.

## Musikvideo
Im Musikvideo aus dem Jahr 2007, für das auch Live-Aufnahmen Falcos verwendet wurden, zeigt Falco im Comic-Stil gezeichnet, Basis war hierfür das Brillantin‘ Brutal-Video. Zahlreiche Filmschnipsel aus Comics, Spielfilmen, Dokumentarfilmen sowie Politiker- und Sportleraufnahmen zeigen Szenen aus den Vereinigten Staaten vom Wilden Westen bis hin zu einem Raketenstart.

## Chartplatzierungen
| ChartsChartplatzierungen | Höchstplatzierung | Wochen |
| ------------------------ | ----------------- | ------ |
| Deutschland (GfK)        | 55 (5 Wo.)        | 5      |
| Österreich (Ö3)          | 14 (7 Wo.)        | 7      |